# Lanceonotus malabaricus
Lanceonotus malabaricus är en insektsart som beskrevs av Thirumalai och Ananthasubramanian 1981. Lanceonotus malabaricus ingår i släktet Lanceonotus och familjen hornstritar. Inga underarter finns listade i Catalogue of Life.